# Теу (Алба)
Теу (рум. Tău) — село у повіті Алба в Румунії. Входить до складу комуни Рошія-де-Секаш.
Село розташоване на відстані 253 км на північний захід від Бухареста, 20 км на схід від Алба-Юлії, 80 км на південь від Клуж-Напоки, 144 км на захід від Брашова.

## Населення
За даними перепису населення 2002 року у селі проживали 536 осіб, з них 535 осіб (99,8%) румунів. Усі жителі села рідною мовою назвали румунську.